# Таратаи
Таратаи (англ. Taratai) — деревня на острове Нотоуа атолла Тарава, архипелаг Гилберта. Таратаи входит в муниципалитет Северная Тарава, Республика Кирибати. В прошлом играла важную роль как колониальный административный центр, а сегодня является одной из 14 деревень Северной Таравы с традиционным укладом жизни.

## География
Площадь деревни составляет 0,28 км²
| Показатель                     | Янв. | Фев. | Март | Апр. | Май  | Июнь | Июль | Авг. | Сен. | Окт. | Нояб. | Дек. | Год  |
| ------------------------------ | ---- | ---- | ---- | ---- | ---- | ---- | ---- | ---- | ---- | ---- | ----- | ---- | ---- |
| Средний суточный максимум, °C  | 31,1 | 31,2 | 31,3 | 31,4 | 31,4 | 31,5 | 31,6 | 31,6 | 31,4 | 31,8 | 31,7  | 31,5 | 31,5 |
| Средний суточный минимум, °C   | 24,5 | 25,0 | 25,3 | 25,4 | 25,7 | 25,5 | 25,6 | 25,7 | 25,7 | 25,5 | 25,4  | 25,1 | 25,4 |
| Норма осадков, мм              | 272  | 201  | 188  | 183  | 163  | 137  | 157  | 122  | 89   | 89   | 102   | 203  | 1905 |
| Источник: World Weather Online |      |      |      |      |      |      |      |      |      |      |       |      |      |

## Население
| 2010 |
| ---- |
| 151  |

|       |     | <1 | 1  | 2 - 5 | 6 - 14 | 15 - 17 | 18 - 49 | 50 - 60 | 70+ |
| ----- | --- | -- | -- | ----- | ------ | ------- | ------- | ------- | --- |
| Всего | 203 | 5  | 11 | 19    | 48     | 10      | 81      | 25      | 4   |

Ближайшей начальной школой является англ. Nein Tebwaara Primary school, которую также посещают ученики из Нуатабу.

## История

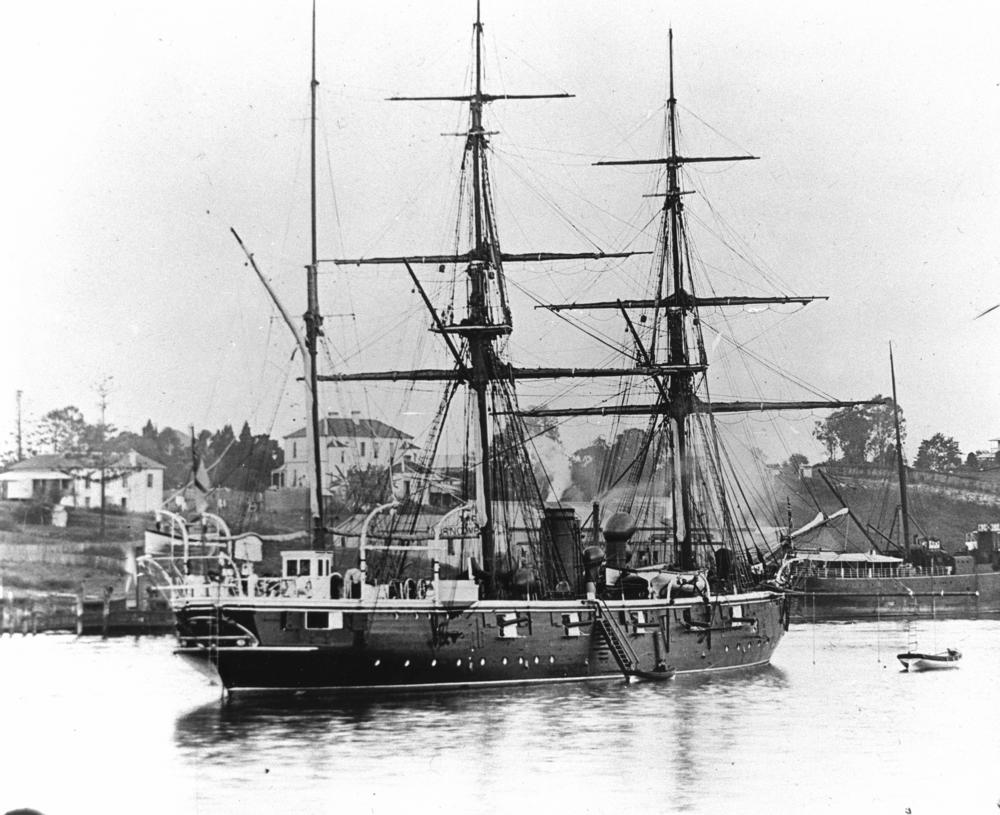
HMS Royalist

27 мая 1892 в Таратаи было провозглашено включение островов Гилберта в состав Британского протектората Острова Гилберта и Эллис капитаном HMS Royalist Эдвардом Дэвисом. Высадка британцев в Таратаи остановила междоусобную войну, которая длилась 4 поколения и вылилась в 10 крупных конфликтов. На момент высадки шло очередное обострение, в котором вождь Южной Таравы Матанга воевал против вождя Северной Таравы Тентикинаича. Капитан Девис вмешался в конфликт, потребовал сдачи огнестрельного оружия обеими сторонами и учредил правительство атолла, которое разместило свою резиденцию в Таратаи. Ситуацию облегчила гибель южнотаравского вождя Матанга, произошедшая незадолго до описанных событий.
В своём отчёте капитан Девис описал эти события:
Я отправился в полдень к Теретеи [так в оригинале] — по пути встретил короля и южных вождей, которые явно не желали встречаться, пока я не прибыл. В маниабе меня встретило около 500 туземцев. Разъяснив свою миссию и подняв флаг, я объявил людям, что война окончена и что отныне не должно быть северных и южных партий — будет только одна партия. Я выразил надежду, что теперь, когда мир установлен, они постараются улучшить положение на острове.
Впоследствии административный центр переместился в Абаокоро, а уже от туда в Баирики, где находится до сих пор.

## Фестиваль The Union Jack Anniversary Celebration
События, произошедшие в XIX веке, остаются важной частью истории атолла Таравы и включены в школьную программу. В память о произошедшем в Таратаи происходит ежегодный фестиваль англ. The Union Jack Anniversary Celebration, который был инициирован Раакаи Карри. В 1992 году он обратился в Британскую Верховную комиссию с предложением отметить столетие британского присутствия. Это предложение нашло поддержку и местной общине была подарена мемориальная плита в честь прибытия британцев в 1892 году, маломерное судно «Роялист», для перевозки участников фестиваля из других поселений Таравы, и оборудование для проведение мероприятия. Организационный комитет фестиваля находится в Бетио, Южная Тарава.
Фестиваль проводится в июне. Точная дата зависит от приливного цикла Тихого океана и не привязана к конкретной дате. Подготовка к фестивалю начинается в марте и включает активное привлечение местных бизнесменов, дипломатических миссий, экспатриантов из Таратаи, проживающих в Австралии, Англии, США и Новой Зеландии, моряков-уроженцев Таратаи и прочих лиц.
Программа фестиваля состоит из официальной части, культурной программы и волейбольного матча, закрывающего фестиваль. 
Официальная часть открывается шествием полицейского оркестра и парадом школьников, которые проходят перед почётными гостями. После этого следует речь местного священника, которая предваряет выступление Президента Кирибати. За тем следует традиционный женский танец, который исполняют жительницы Таратаи. Официальная часть заканчивается поднятием флагов Кирибати и Британии, под звуки гимнов, и речью председателя оргкомитета фестиваля.
Культурная программа начинается торжественным шествием к океанскому берегу, к месту, где по легенде кириб. Nei Kateara, основательница Таратаи, ожидала своего мужа. Дальше идут танцы, угощения, сбор пожертвований и прочие развлекательные мероприятия. Формальная часть завершается волейбольным матчем, проходящем с 15:00 до 17:00 часов на площадке перед манеабой.
Неформальная часть содержит угощение, конкурс красоты, викторины и прочие мероприятия. Фестиваль заканчивается после захода Солнца.
В 1976 году известный новозеландский популяризатор островов Тихого океана польского происхождения Джеймс Сирс организовал экспедицию на 76-футовом каноэ, протяжённостью 1500 миль. Стартовав из Таравы и доплыв до Фиджи, он хотел на практике доказать возможность плаванья на местных каноэ между тихоокеанскими островами. Каноэ получило название «Таратаи».
В январе 2025 года Министерство рыболовства и морских ресурсов Кирибати организовало для жителей Таратаи семинар по переработке тунца в целях коммерческого и бытового применения. Семинар был направлен на повышение профессиональных и санитарных навыков при обработке и консервации рыбной продукции.